# Sabah
Sabah és un estat de la Federació de Malàisia situat a l'illa de Borneo, que fa frontera al sud amb el Kalimantan indonesi i a l'oest amb Sarawak. Té una extensió de 73.620 km² i una població de 2.720.000 habitants. La capital és Kota Kinabalu (339.000 h). Altres ciutats importants són Sandakan (306.000 h), Tawau (237.000 h), Lahad Datu (83.000 h) i Putatan (69.000 h).

## Orografia
El país és força accidentat, amb alguns estreps de l'altiplà de Borneo o Kalimantan, on destaquen els pics de Kinabalu (4.101 m), màxima alçària de l'illa, i Meliau (2.000 m), i la serralada de Crocker, amb els pics Magdalena (1.347 m), els Palin (1.219 m) i els Tambunan (926 m). Els principals rius del país són el Kapuas, el Barito, el Kinabatangan, el Sebuku, el Sembakung i el Sugut.

## Composició ètnica
Les ètnies originàries del territori són els kandazan (33% de la població), els bajau (12%), els murut (4,4%) i els daiak (10%). La resta de la població són xinesos (25%) i altres (16%).

## Òrgans de govern
Compta amb un estatut federal dins Malàisia. El president de l'estat (iang dipertua negeri) és nomenat pel govern de Malàisia, però escollit pel poble. Gaudeix d'una assemblea estatal de 48 membres (primer n'eren 32) i envia 16 representants al Parlament Federal malai (dewan ra'ayat) i tres al Senat Federal (dewan negara). Té una autonomia força àmplia, amb control sobre l'emigració i d'altres afers des del 1966, i té reconegut el dret d'autodeterminació.

## Història
Fou habitada pels volts del 10000 aC, i d'aquella època es conserven moltes coves anomenades baturong. El 6000 aC hi arribaren les primeres tribus mongoloides: n'hi ha restes a Bukit Tengkorak, vora Semporna. El territori fou habitat de ben antic pels daiaks, ètnia protomalaia que finalment seria desplaçada cap a l'interior per altres ètnies deuteromalaies. En el segle vii aC rebé les primeres visites des comerciants hindús, i entre el 209 aC i l'any 9 dC restà sota la influència de l'imperi xinès Han, que en faria una base naval del seu comerç exterior.
En el segle iv rebé una nova influència hinduista, que convertí els malais a la seva religió, però entre els segles vii i viii mantingueren un intens comerç amb la Xina.
El 1350 els malais de Sabah foren islamitzats i fundaren el soldanat de Brunei, tot i que del 1292 al 1541 Sabah formà part de l'imperi insulindi de Madjapahit. Del 1511 al 1885 fou disputat per Melaka i pel soldà Bolkiah de Brunei, soldanats successors de l'anterior, però finalment passà a formar part del soldanat de Sulu, que ocupava també bona part de Mindanao.
Durant el segle xvi comercià amb Espanya i Portugal. Espanya reivindicà Sabah i Sulu, però el 1665 l'anglès Cowley visità el territori. El 1761, malgrat les reivindicacions espanyoles i neerlandeses, el territori fou arrendat a la Companyia Britànica de les Índies Orientals.
El 1877 el baró Von Overbeck i Alfred Dent, fundadors de la Companyia Britànica de Borneo del Nord el 1882, signaren un arrendament de 28.000 milles quadrades de la zona costanera al nord de Borneo al soldà de Brunei; també signaren un altre tractat de cessió amb el soldà de Sulu.
El 1881 Kudat esdevingué la primera capital oficial del nord de Borneo fins al 1883, quan es fundà Sandakan, nova capital. El 1888 esdevindrà protectorat britànic com a Borneo del Nord.
L'1 de gener del 1942 els japonesos ocuparen Labuan i Sabah, i l'ajuntaren amb Sarawak i Kalimantan per formar la província de Kita Borneo. Els britànics convenceren els kenyah i altres tribus daiaks perquè combatessin contra els japonesos, permetent la cacera de caps. Finalment, fou alliberat per la 9a Divisió Australiana el 1945. El 1946 serà reconegut com a colònia de la corona britànica i la capital serà definitivament Kota Kinabalu.
El 31 d'agost del 1963 Sabah es va independitzar de la Gran Bretanya, però el 16 de setembre es va unir amb Sarawak i Malaca per formar la Federació de Malàisia, i així compensar la fugida de la federació de Singapur. Però hi va haver una forta oposició de la població xinesa, representada pel Partit Consolidat Xinès de Sabah de Chan Tet Un. Filipines i Indonèsia també reivindicaven el territori.
Pel Tractat de Jakarta del 1966, Filipines i Indonèsia reconegueren el dret d'autodeterminació de Sabah i Sarawak. El cabdill dels bajau, Tun Mustapha bin Datuk Haiun, fundà l'Organització Nacional del Sabah Unit (ONSU), partidari de crear un estat independent musulmà juntament amb Sabah, Mindanao, Sulu i Palawan. Vencé a les eleccions del Parlament i va esdevenir primer ministre. Va donar suport logístic i econòmic al MIM i al MNLF de Nur Misuari.
El 1970 Tun Mohamed Fuad s'escindí de l'ONSU i fundà el Bersatu Rakyat Jelata Sarawak (BERJAYA), que també va vèncer a les eleccions parlamentàries, on va obtenir 28 diputats.
El 1976 Tun Mohamed Fuad va morir en un accident de cotxe i fou substituït per Datuk Muhammad Indar bin Kari com a cap del BERJAYA i com a primer ministre.